# 天枢增三
大熊座38，又名BD+66 678，HD 92424、SAO 15261、HR 4178，是大熊座的一颗恒星，视星等为5.12，位于銀經141.57，銀緯46.45，其B1900.0坐标为赤經10h 35m 7.5s，赤緯+66° 46.45′ 25″。